# Eymet
Eymet (occitan: Aimet, [ɛjˈme]) est une commune française située dans le département de la Dordogne, en région Nouvelle-Aquitaine. Chef-lieu du canton d'Eymet de 1790 à 2015, la commune est devenue à cette date le bureau centralisateur du canton du Sud-Bergeracois.

## Géographie

### Généralités
Dans l'extrême sud-sud-ouest du département de la Dordogne, la commune d'Eymet est située en Bergeracois. Limitrophe de cinq communes du département de Lot-et-Garonne, elle est arrosée par le Dropt.
Implantée au croisement des routes départementales (RD) 18, 25 et 933, la ville d'Eymet se situe, en distances orthodromiques, 22 kilomètres au sud-sud-ouest de Bergerac et 25 kilomètres au nord-est de Marmande.
Le territoire communal est également desservi par les RD 18e et 25e.

### Communes limitrophes
Sur les huit communes limitrophes d'Eymet, cinq se trouvent dans le département de Lot-et-Garonne. Parmi celles-ci, au sud-est, Bourgougnague n'est limitrophe que sur 25 mètres. À l'est, le territoire de Razac-d'Eymet est distant de moins de 150 mètres.
| Saint-Julien-Innocence-Eulalie        | Fonroque               |                                                         |
| Soumensac (Lot-et-Garonne)            | Eymet                  | Serres-et-Montguyard                                    |
| La Sauvetat-du-Dropt (Lot-et-Garonne) | Agnac (Lot-et-Garonne) | Lauzun (Lot-et-Garonne), Bourgougnague (Lot-et-Garonne) |

### Géologie et relief

#### Géologie
Situé sur la plaque nord du Bassin aquitain et bordé à son extrémité nord-est par une frange du Massif central, le département de la Dordogne présente une grande diversité géologique. Les terrains sont disposés en profondeur en strates régulières, témoins d'une sédimentation sur cette ancienne plate-forme marine. Le département peut ainsi être découpé sur le plan géologique en quatre gradins différenciés selon leur âge géologique. Eymet est située dans le quatrième gradin à partir du nord-est, un plateau formé de dépôts siliceux-gréseux et de calcaires lacustres de l'ère tertiaire.
Les couches affleurantes sur le territoire communal sont constituées de formations superficielles du Quaternaire et de roches sédimentaires datant du Cénozoïque. La formation la plus ancienne, notée e6b, se compose de molasses inférieures (faciès argileux dominant)  (Bartonien supérieur continental). La formation la plus récente, notée Fy3-z, fait partie des formations superficielles de type alluvions subactuelles à actuelles. Le descriptif de ces couches est détaillé dans  les feuilles « no 829 - Duras » et « no 830 - Eymet » de la carte géologique au 1/50 000 de la France métropolitaine, et leurs notices associées,.

Carte géologique d'Eymet.

#### Relief et paysages

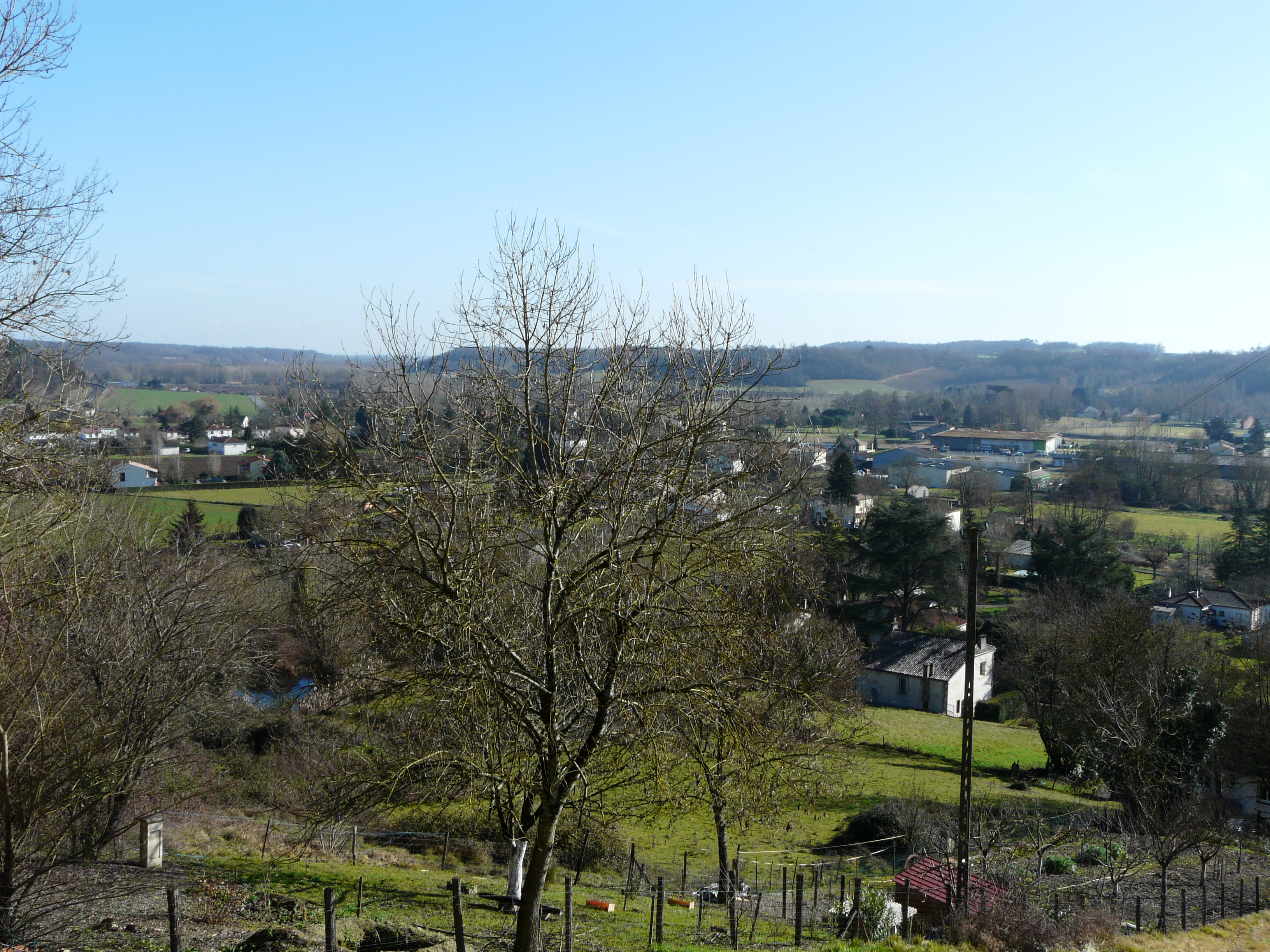
Vue sur la ville d'Eymet et la vallée du Dropt depuis Rouquette.

Le département de la Dordogne se présente comme un vaste plateau incliné du nord-est (491 m, à la forêt de Vieillecour dans le Nontronnais, à Saint-Pierre-de-Frugie) au sud-ouest (2 m à Lamothe-Montravel). L'altitude du territoire communal varie quant à elle entre 41 m et 133 m,.
Dans le cadre de la Convention européenne du paysage entrée en vigueur en France le 1er juillet 2006, renforcée par la loi du 8 août 2016 pour la reconquête de la biodiversité, de la nature et des paysages, un atlas des paysages de la Dordogne a été élaboré sous maîtrise d’ouvrage de l’État et publié en octobre 2020. Les paysages du département s'organisent en huit unités paysagères et 14 sous-unités. La commune est dans le Bergeracois, une région naturelle présentant un relief contrasté, avec les deux grandes vallées de la Dordogne et du Dropt séparées par un plateau plus ou moins vallonné, dont la pente générale s’incline doucement d’est en ouest. Ce territoire offre des paysages ouverts qui tranchent avec les paysages périgourdins. Il est composé de vignes, vergers et cultures,.
La superficie cadastrale de la commune publiée par l'Insee, qui sert de référence dans toutes les statistiques, est de 31,25 km2,,. La superficie géographique, issue de la BD Topo, composante du Référentiel à grande échelle produit par l'IGN, est quant à elle de 31,27 km2.

### Hydrographie

#### Réseau hydrographique
La commune est située dans le bassin de la Garonne au sein du Bassin Adour-Garonne. Elle est drainée par le Dropt, l'Escourou, le ruisseau de l'escoussou, le ruisseau du Réveillou, le Barbeau, le Boudou, le Payot, le Pombareau, le Rieu du Lac, l'Escalette, le Tibre, le Toublan, le ruisseau de la Perche, et par divers petits cours d'eau, qui constituent un réseau hydrographique de 47 km de longueur totale,.
Le Dropt, d'une longueur totale de 132,47 km, prend sa source dans la commune de Capdrot et se jette en rive droite de la Garonne en limite de Caudrot et de Casseuil, face à Barie,. Il arrose la commune de l'est au sud-ouest sur onze kilomètres. Au sud-ouest, il sert de limite communale et départementale sur plus de quatre kilomètres, face à Agnac.
L'Escourou, d'une longueur totale de 15,85 km, prend sa source dans la commune de Sigoulès-et-Flaugeac et se jette en rive droite du Dropt, en limite d'Eymet (Dordogne) et de La Sauvetat-du-Dropt (Lot-et-Garonne),. À l'ouest, il borde le territoire communal sur plus de sept kilomètres (comprenant le lac de l'Escourou), servant presque intégralement de limite avec Saint-Julien-Innocence-Eulalie et Soumensac.
Affluent de rive gauche du Dropt, le ruisseau de l'Escoussou, ou ruisseau de Pissabesque dans sa partie amont, prolongé par son propre affluent de rive droite le ruisseau de la Perche, marquent la limite communale et départementale au sud sur six kilomètres, face à Agnac et Lauzun.
Dans l'est, en rive droite du Dropt, le ruisseau du Réveillou borde la commune sur près d'un kilomètre, face à Serres-et-Montguyard, et le Payot en fait de même en rive gauche sur un kilomètre.
Également en rive droite du Dropt, trois autres affluents baignent le territoire communal :
- le Pombareau sur près d'un kilomètre et demi
- le Toublan sur plus d'un kilomètre et demi ;
- le Barbeau sur près de deux kilomètres, ainsi que son affluent de rive gauche le ruisseau de Pissouille sur deux kilomètres.

Affluent de rive droite du ruisseau du Réveillou, le Rieu du Lac borde la commune au nord-est sur un kilomètre et demi, face à Fonroque.

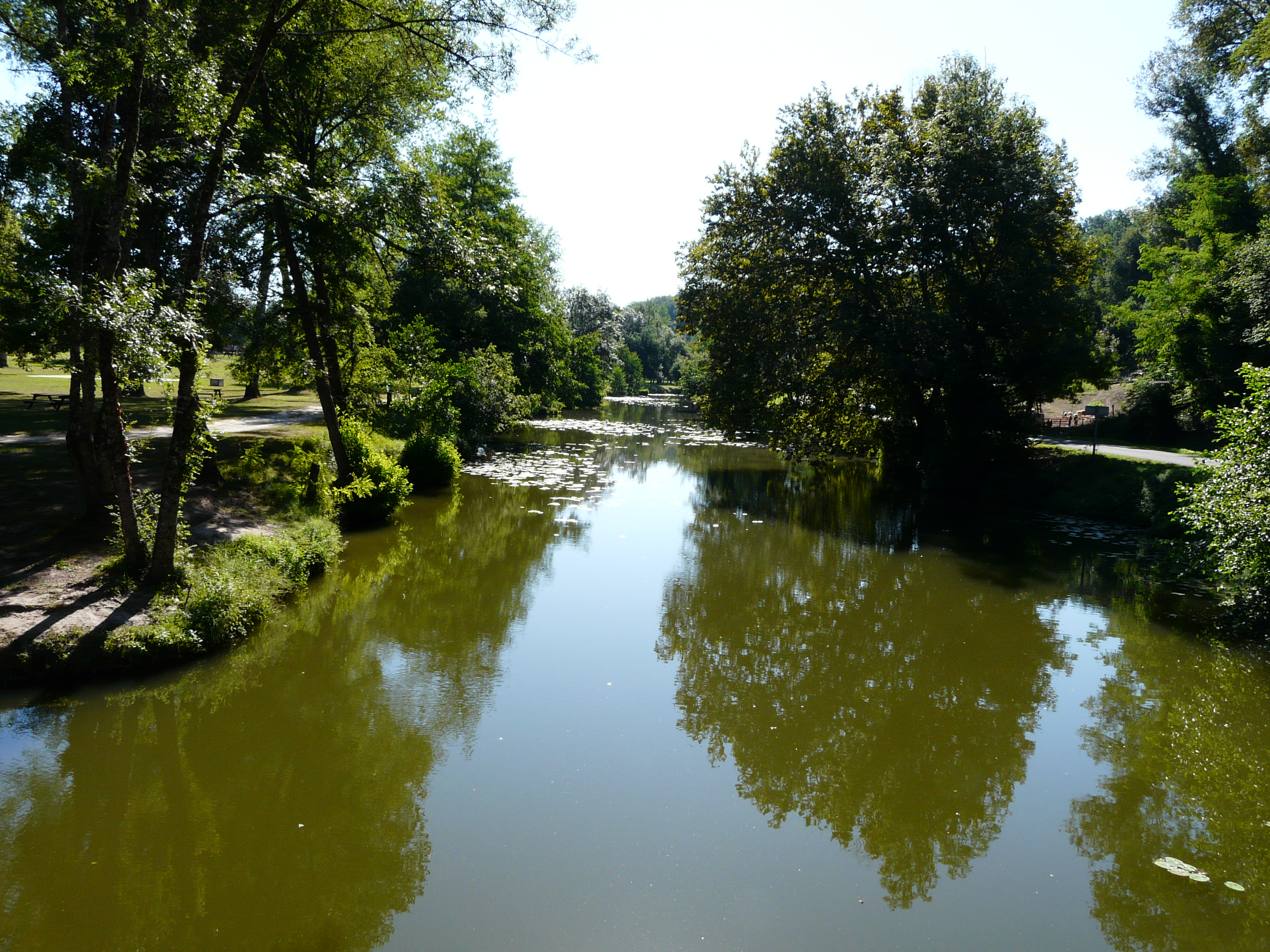
Le Dropt au pont du Bretou.
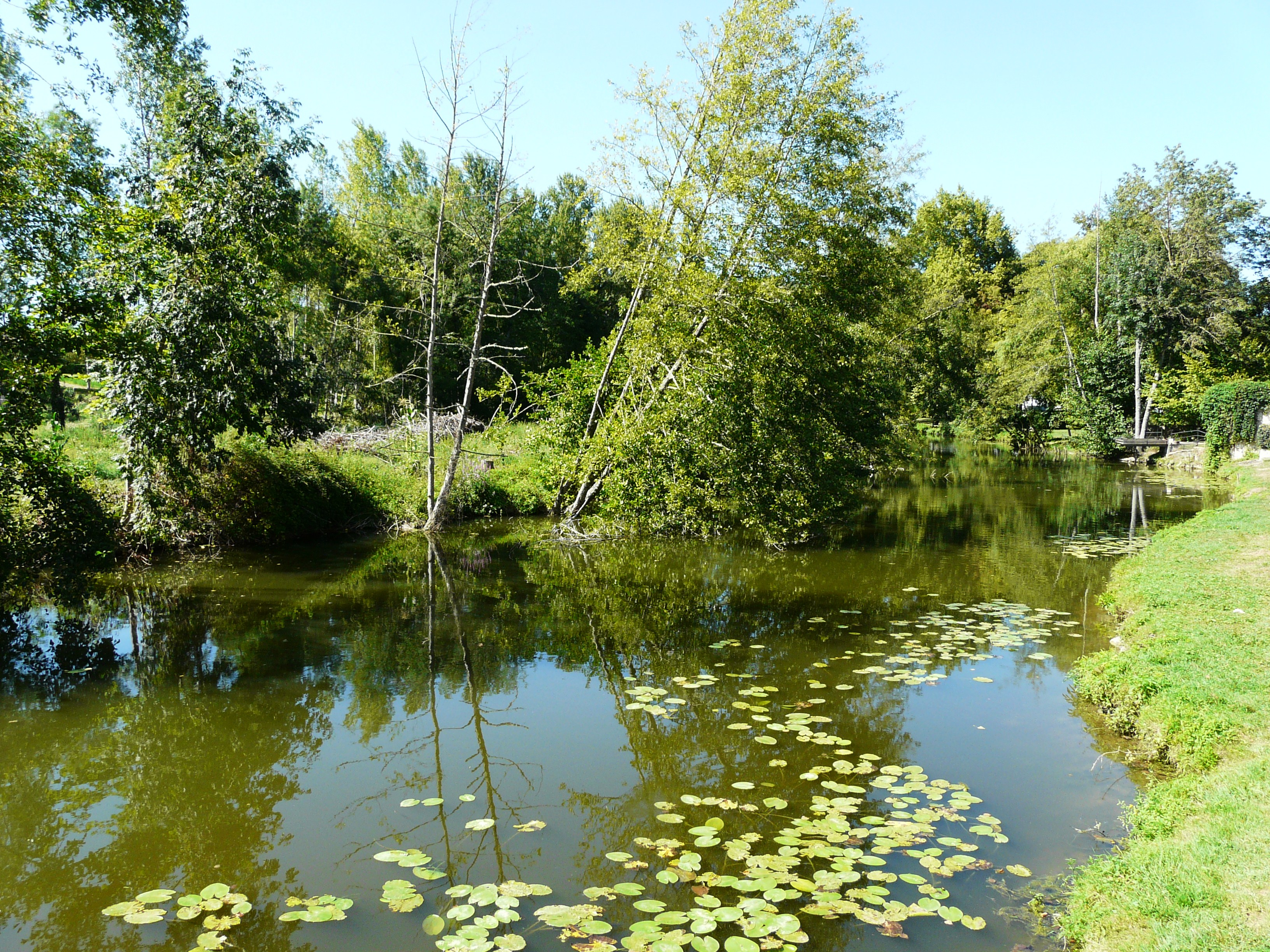
Le Dropt à Eymet.
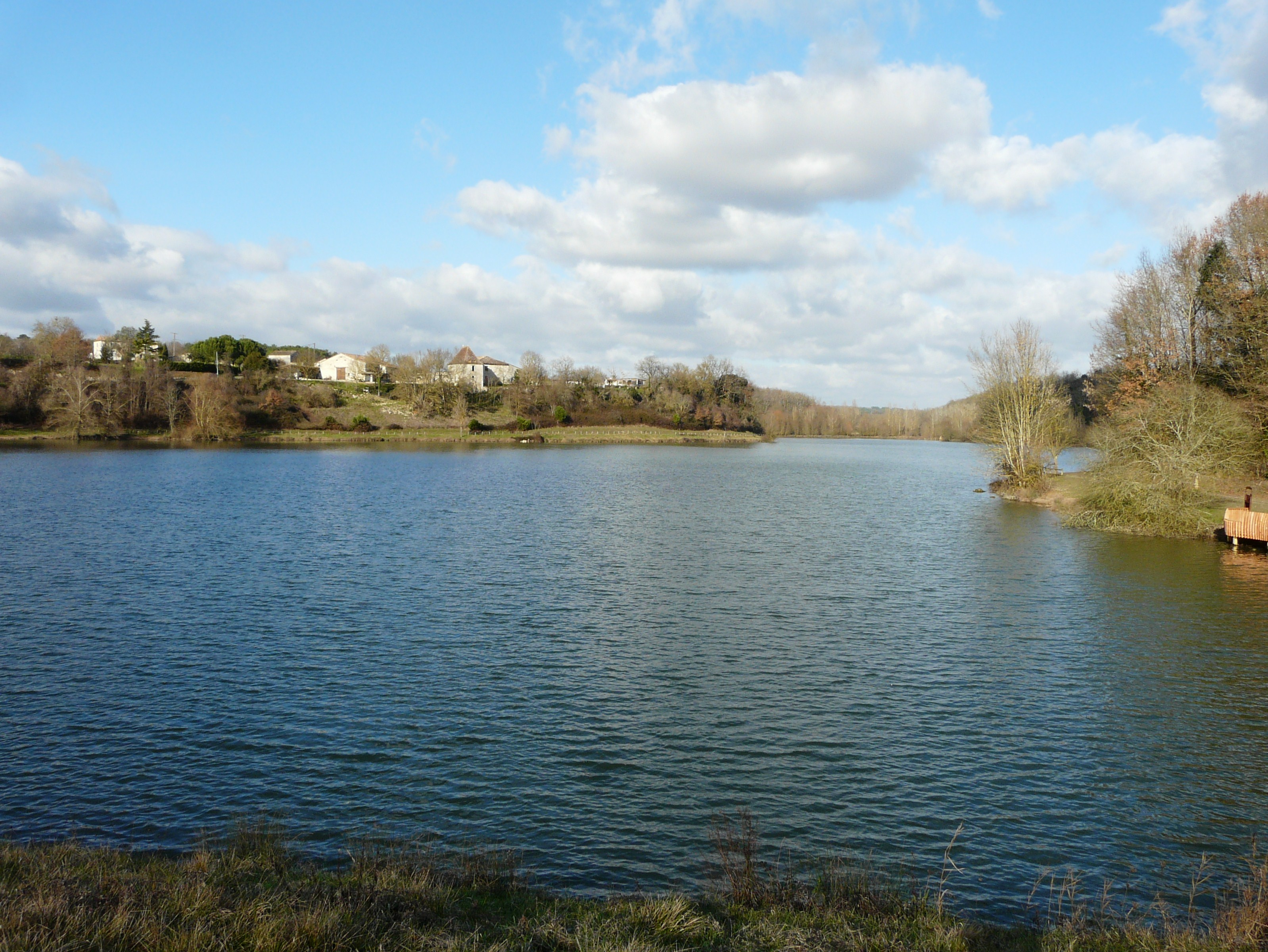
Le lac de l'Escourou en limite de Soumensac (à gauche) et d'Eymet.
Réseaux hydrographique et routier d'Eymet.

#### Gestion et qualité des eaux
Le territoire communal est couvert par le schéma d'aménagement et de gestion des eaux (SAGE) « Dropt ». Ce document de planification, dont le territoire correspond au bassin versant du Dropt, d'une superficie de 1 522 km2, a été approuvé le 13 janvier 2022. La structure porteuse de l'élaboration et de la mise en œuvre est le syndicat mixte EPIDROPT. Il définit sur son territoire les objectifs généraux d’utilisation, de mise en valeur et de protection quantitative et qualitative des ressources en eau superficielle et souterraine, en respect des objectifs de qualité définis dans le troisième SDAGE  du Bassin Adour-Garonne qui couvre la période 2022-2027, approuvé le 10 mars 2022.
La qualité des eaux de baignade et des cours d’eau peut être consultée sur un site dédié géré par les agences de l’eau et l’Agence française pour la biodiversité.

### Climat
Pour des articles plus généraux, voir Climat de la Nouvelle-Aquitaine et Climat de la Dordogne.
Historiquement, la commune est exposée à un climat océanique aquitain.  
En 2020, Météo-France publie une typologie des climats de la France métropolitaine dans laquelle la commune est exposée à un climat océanique et est dans la région climatique  Aquitaine, Gascogne, caractérisée par une pluviométrie abondante au printemps, modérée en automne, un faible ensoleillement au printemps, un été chaud (19,5 °C), des vents faibles, des brouillards fréquents en automne et en hiver et des orages fréquents en été (15 à 20 jours).
Pour la période 1971-2000, la température annuelle moyenne est de 12,7 °C, avec  une amplitude thermique annuelle de 15,4 °C. Le cumul annuel moyen de précipitations est de 801 mm, avec 11 jours de précipitations en janvier et 6,5 jours en juillet. Pour la période 1991-2020, la température moyenne annuelle observée sur la station météorologique la plus proche, située sur la commune de Bergerac à 21 km à vol d'oiseau, est de 13,2 °C et le cumul annuel moyen de précipitations est de 792,9 mm,. Pour l'avenir, les paramètres climatiques de la commune estimés pour 2050 selon différents scénarios d’émission de gaz à effet de serre sont consultables sur un site dédié publié par Météo-France en novembre 2022.

## Urbanisme

### Typologie
Au 1er janvier 2024, Eymet est catégorisée bourg rural, selon la nouvelle grille communale de densité à 7 niveaux définie par l'Insee en 2022.
Elle appartient à l'unité urbaine d'Eymet, une unité urbaine monocommunale constituant une ville isolée,. La commune est en outre hors attraction des villes,.

### Occupation des sols
L'occupation des sols de la commune, telle qu'elle ressort de la base de données européenne d’occupation biophysique des sols Corine Land Cover (CLC), est marquée par l'importance des territoires agricoles (88,1 % en 2018), en diminution par rapport à 1990 (90,7 %). La répartition détaillée en 2018 est la suivante : 
zones agricoles hétérogènes (37,6 %), terres arables (37,4 %), zones urbanisées (8,2 %), prairies (8,1 %), cultures permanentes (5 %), forêts (2,2 %), eaux continentales (1,5 %). L'évolution de l’occupation des sols de la commune et de ses infrastructures peut être observée sur les différentes représentations cartographiques du territoire : la carte de Cassini (XVIIIe siècle), la carte d'état-major (1820-1866) et les cartes ou photos aériennes de l'IGN pour la période actuelle (1950 à aujourd'hui).

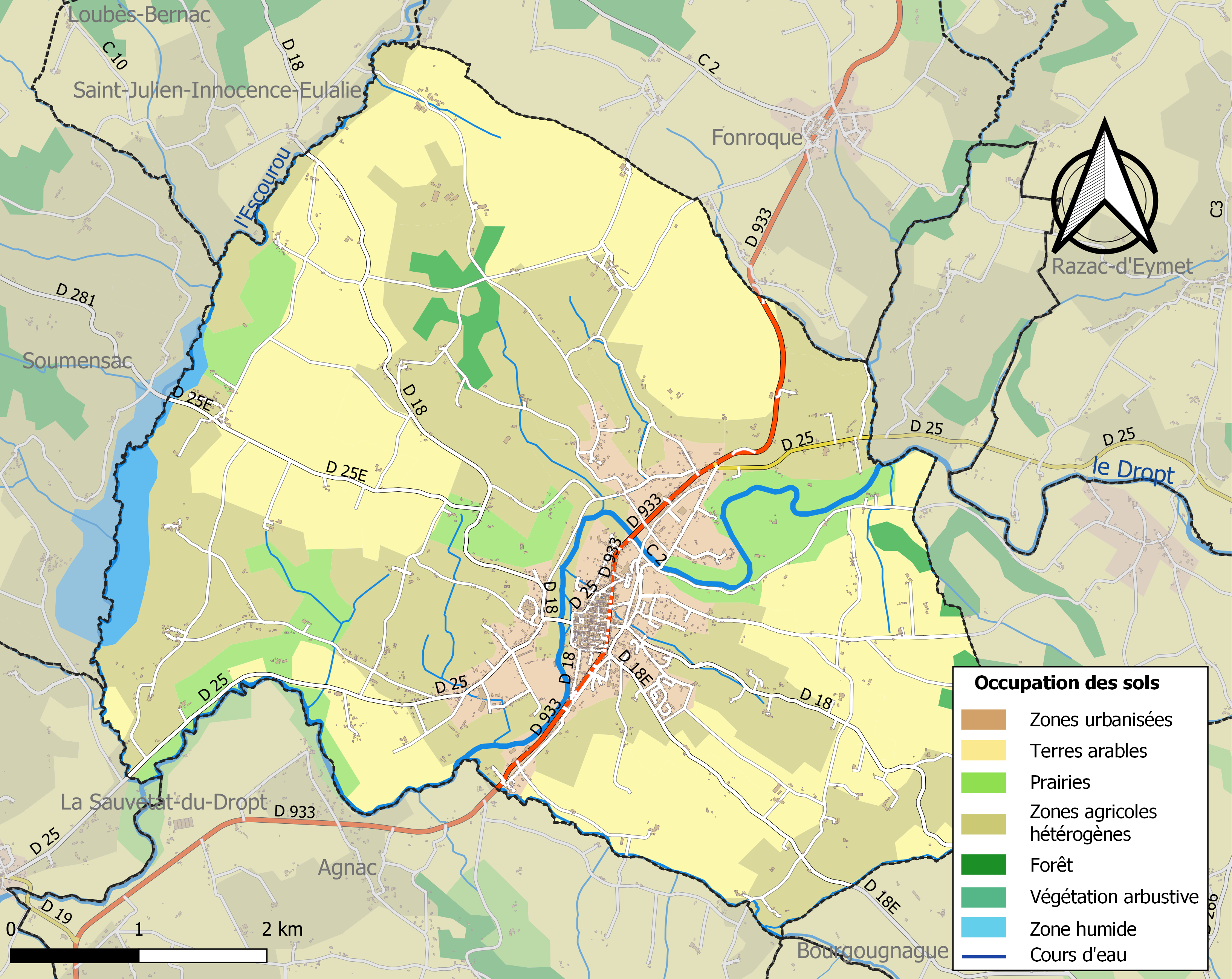
Carte des infrastructures et de l'occupation des sols de la commune en 2018 (CLC).

### Prévention des risques
Le territoire de la commune d'Eymet est vulnérable à différents aléas naturels : météorologiques (tempête, orage, neige, grand froid, canicule ou sécheresse), inondations, feux de forêts, mouvements de terrains et séisme (sismicité très faible). Un site publié par le BRGM permet d'évaluer simplement et rapidement les risques d'un bien localisé soit par son adresse soit par le numéro de sa parcelle.
Certaines parties du territoire communal sont susceptibles d’être affectées par le risque d’inondation par débordement de cours d'eau, notamment le Dropt et l'Escourou. La commune a été reconnue en état de catastrophe naturelle au titre des dommages causés par les inondations et coulées de boue survenues en 1982, 1986, 1989, 1999, 2018 et 2021,. Le risque inondation est pris en compte dans l'aménagement du territoire de la commune par le biais du plan de prévention des risques inondation (PPRI) de la « vallée du Dropt », couvrant 5 communes, approuvé le 19 janvier 2015 et modifié le 6 décembre 2018, pour les crues du Dropt. La crue de référence retenue pour l'élaboration du PPRI sur le secteur de Plaisance à Eymet est la crue théorique d’occurrence centennale, avec une valeur de 250 m3/s,.
Eymet est exposée au risque de feu de forêt. L’arrêté préfectoral du 14 mars 2013 fixe les conditions de pratique des incinérations et de brûlage dans un objectif de réduire le risque de départs d’incendie. À ce titre, des périodes sont déterminées : interdiction totale du 15 février au 15 mai et du 15 juin au 15 octobre, utilisation réglementée du 16 mai au 14 juin et du 16 octobre au 14 février. En septembre 2020, un plan inter-départemental de protection des forêts contre les incendies (PidPFCI) a été adopté pour la période 2019-2029,.

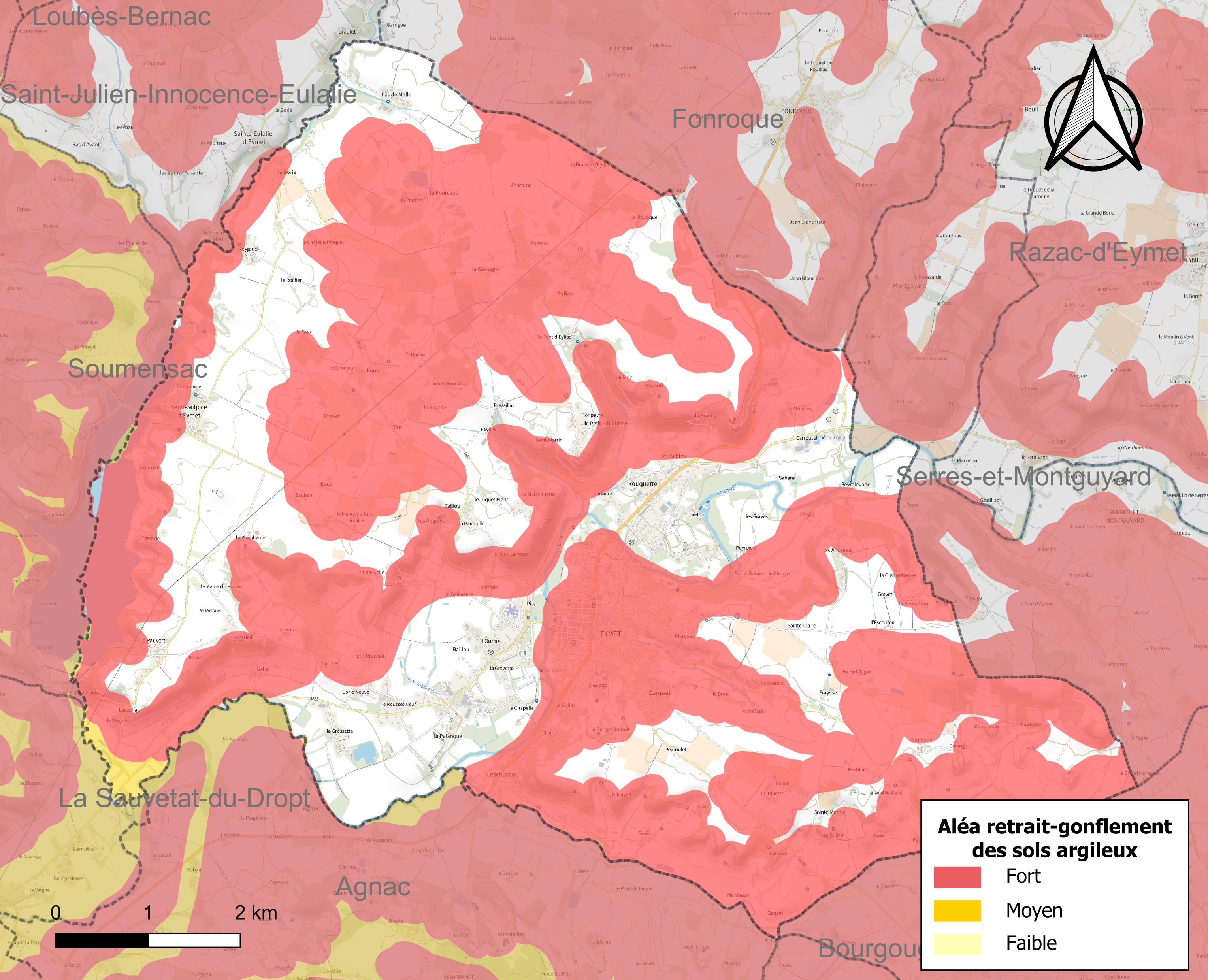
Carte des zones d'aléa retrait-gonflement des sols argileux d'Eymet.

Les mouvements de terrains susceptibles de se produire sur la commune sont des tassements différentiels. Le retrait-gonflement des sols argileux est susceptible d'engendrer des dommages importants aux bâtiments en cas d’alternance de périodes de sécheresse et de pluie. 65,7 % de la superficie communale est en aléa moyen ou fort (58,6 % au niveau départemental et 48,5 % au niveau national métropolitain). Depuis le 1er octobre 2020, en application de la loi ÉLAN, différentes contraintes s'imposent aux vendeurs, maîtres d'ouvrages ou constructeurs de biens situés dans une zone classée en aléa moyen ou fort,.
La commune a été reconnue en état de catastrophe naturelle au titre des dommages causés par la sécheresse en 1989, 1992, 1997 et 2011 et par des mouvements de terrain en 1999.

## Toponymie
La première mention écrite connue du lieu, Aymetum, date de l'an 1308, et la bastide est ensuite indiquée en 1360 sous la forme Bastida Emeti. Les graphies évoluent en Aymet au XVIe siècle puis au XVIIIe siècle en Emez en 1714 et de nouveau Aymet en 1751.
Le nom se réfère à °Ametus, un personnage d'origine germanique.
En occitan, la commune porte le nom d'Aimet.

## Histoire

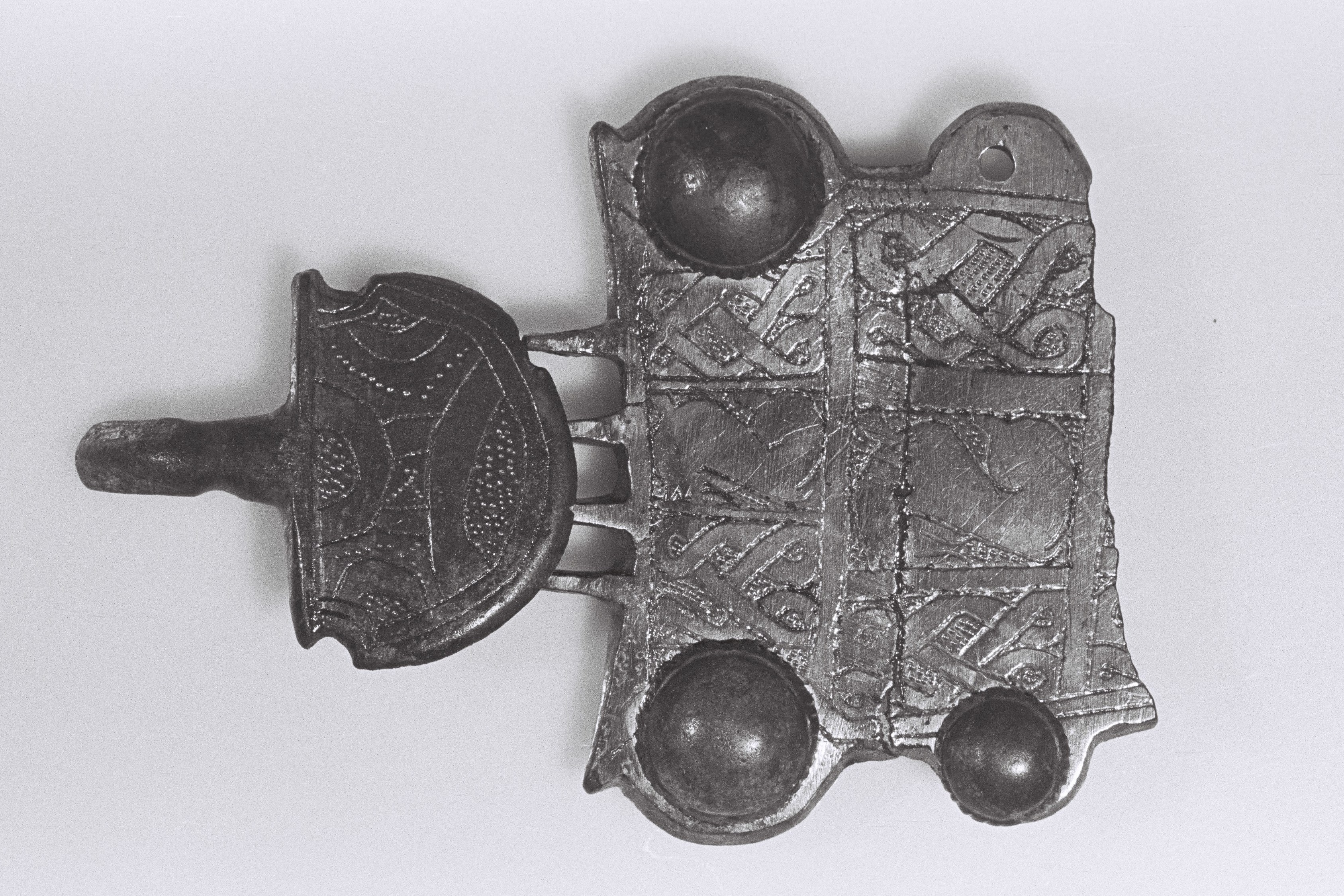
Plaque-boucle de ceinture en bronze, du VIIe siècle, découverte à Eymet et conservée au musée Saint-Raymond de Toulouse.

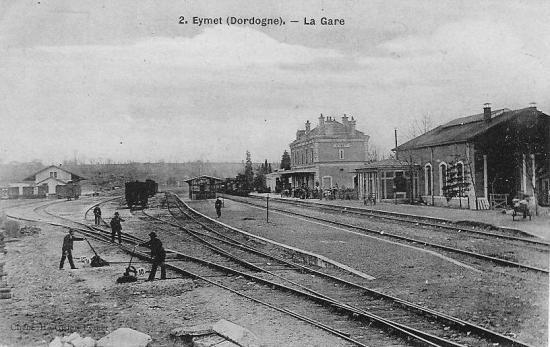
La gare au début du XXe siècle.

De nombreux vestiges gallo-romains ont été découverts à Eymet et ses environs. Les vestiges d'un rempart gaulois ont notamment été mis au jour en 2021 au sud de la bastide, sur le plateau de Blis. Dès l'époque gauloise, la situation géographique, en bordure du Dropt, juste à la limite du territoire des Pétrocores, a donné à cette cité une importance stratégique. Alphonse de Poitiers, comte de Toulouse et frère de Saint Louis, avait détecté cette qualité, lorsqu'il décida de fonder en 1270 une bastide en ce lieu. Ce passage obligé devenait ainsi au XIIIe siècle un verrou entre les territoires français et anglais.
Lors de la guerre de Cent Ans, Eymet était une place anglaise commandée par Thomas Felton, assisté par bon nombre de chevaliers gascons, comme le seigneur de Duras, de Mussidan, Bérard d'Albret, seigneur de Langoiran, ainsi que le seigneur de Rauzan. Elle fut assiégée et prise le 1er septembre 1377 par les troupes de Bertrand Du Guesclin.
Eymet, comme la plupart des cités entre Castillon-la-Bataille et Bergerac, choisit la réforme protestante en 1561. Les huguenots forment la majorité de la population au XVIe siècle. En 1854, près d'une centaine de foyers de la bastide sont protestants. Ils sont desservis par un temple toujours en activité au XXIe siècle.
Eymet est une étape sur la via Lemovicensis, chemin du pèlerinage de Saint-Jacques-de-Compostelle.
De 1899 à 1987, une ligne de chemin de fer relie Eymet à Bordeaux.
En 1971, les anciennes communes de Cogulot, Rouquette et Saint-Sulpice-d'Eymet fusionnent avec Eymet.
Début 2024, la commune reçoit un coup de projecteur lorsque, à l'occasion du mouvement des agriculteurs, une jeune adolescente du village gère pendant une semaine l'élevage caprin de ses parents mobilisés,. 

## Politique et administration

### Rattachements administratifs et électoraux
Dès 1790, la commune d'Eymet a été le chef-lieu du canton d'Eymet qui dépendait du district de Bergerac jusqu'en 1795, date de suppression des districts. En 1801, le canton dépend de l'arrondissement de Bergerac.
Dans le cadre de la réforme de 2014 définie par le décret du 21 février 2014, ce canton disparaît aux élections départementales de mars 2015. La commune est alors rattachée au canton du Sud-Bergeracois, dont elle devient le bureau centralisateur.

### Intercommunalité
Fin 2001, Eymet intègre dès sa création la communauté de communes Val et Coteaux d'Eymet dont elle est le siège. Celle-ci est dissoute au 31 décembre 2013 et remplacée au 1er janvier 2014 par la communauté de communes des Portes sud Périgord dont le siège reste à Eymet.

### Administration municipale
La population de la commune étant comprise entre 2 500 et 3 499 habitants au recensement de 2017, vingt-trois conseillers municipaux ont été élus en 2020,.

### Liste des maires

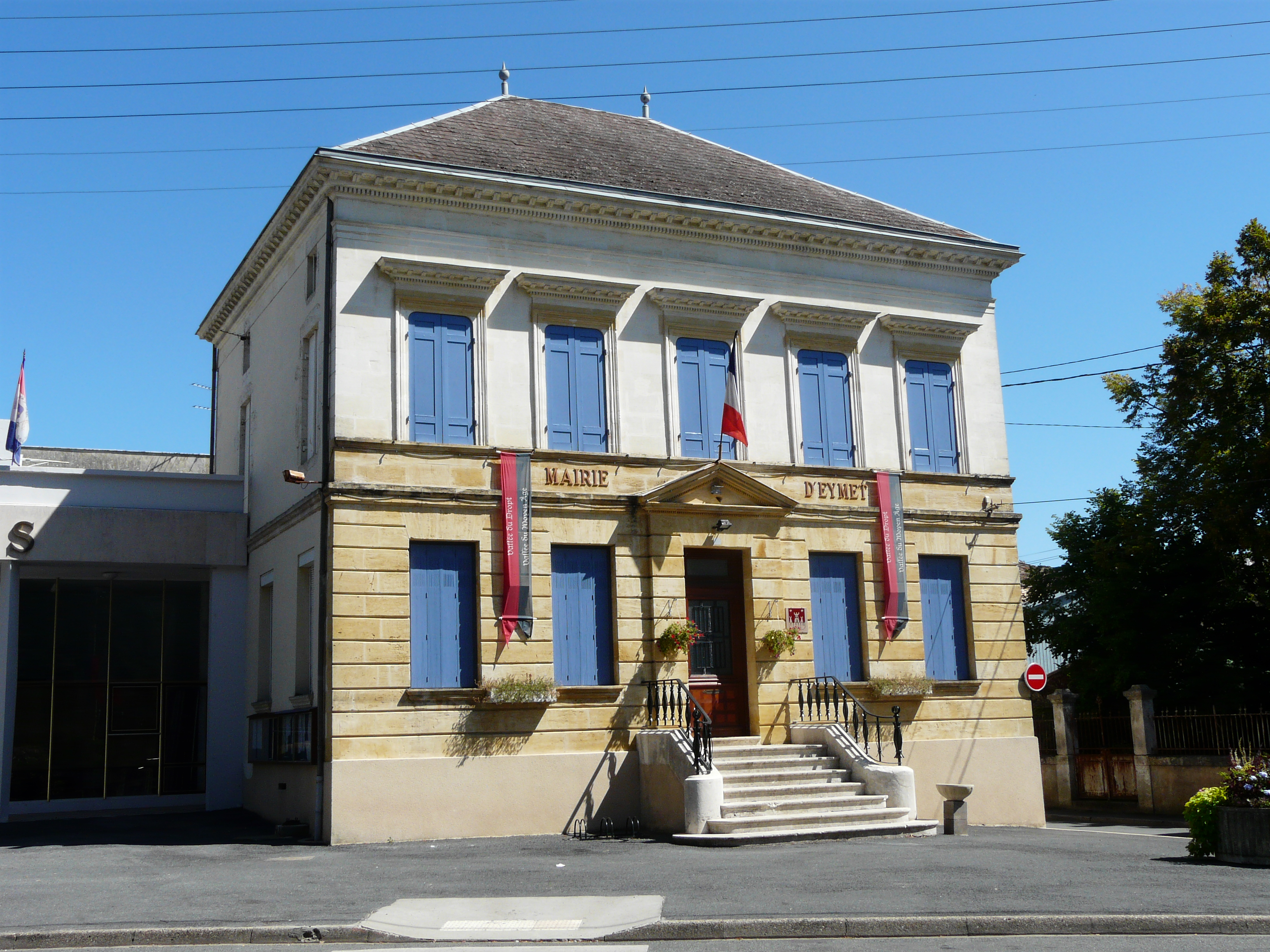
La mairie.

| Période                                  | Période                   | Identité           | Étiquette     | Qualité |
| ---------------------------------------- | ------------------------- | ------------------ | ------------- | --- |
| Les données manquantes sont à compléter. |                           |                    |               | |
|                                          |                           |                    |               | |
| mars 1959                                | mars 1971                 | Marius Lavaud      | Rad. puis DVD | Directeur de coopérative agricole Conseiller général du canton d'Eymet (1958-1970)                                                     |
| mars 1971                                | mars 1983                 | Raoul Jarry        | PS            | Retraité de l'enseignement Député de la 2e circonscription de la Dordogne (1975-1978) Conseiller général du canton d'Eymet (1970-1982) |
|                                          |                           |                    |               | |
| mars 1989                                | juin 1995                 | Micheline Front    |               | |
| juin 1995                                | mars 2008                 | Jean-Michel Magnac | RPR puis RPF  | Médecin généraliste Conseiller général du canton d'Eymet (1994-2008) Réélu en 2001                                                     |
| mars 2008                                | En cours (au 18 mai 2020) | Jérôme Bétaille    | DVG           | Animateur commercial Président de la CC des Portes Sud Périgord (depuis 2014) (Réélu en 2020)                                          |

### Jumelages

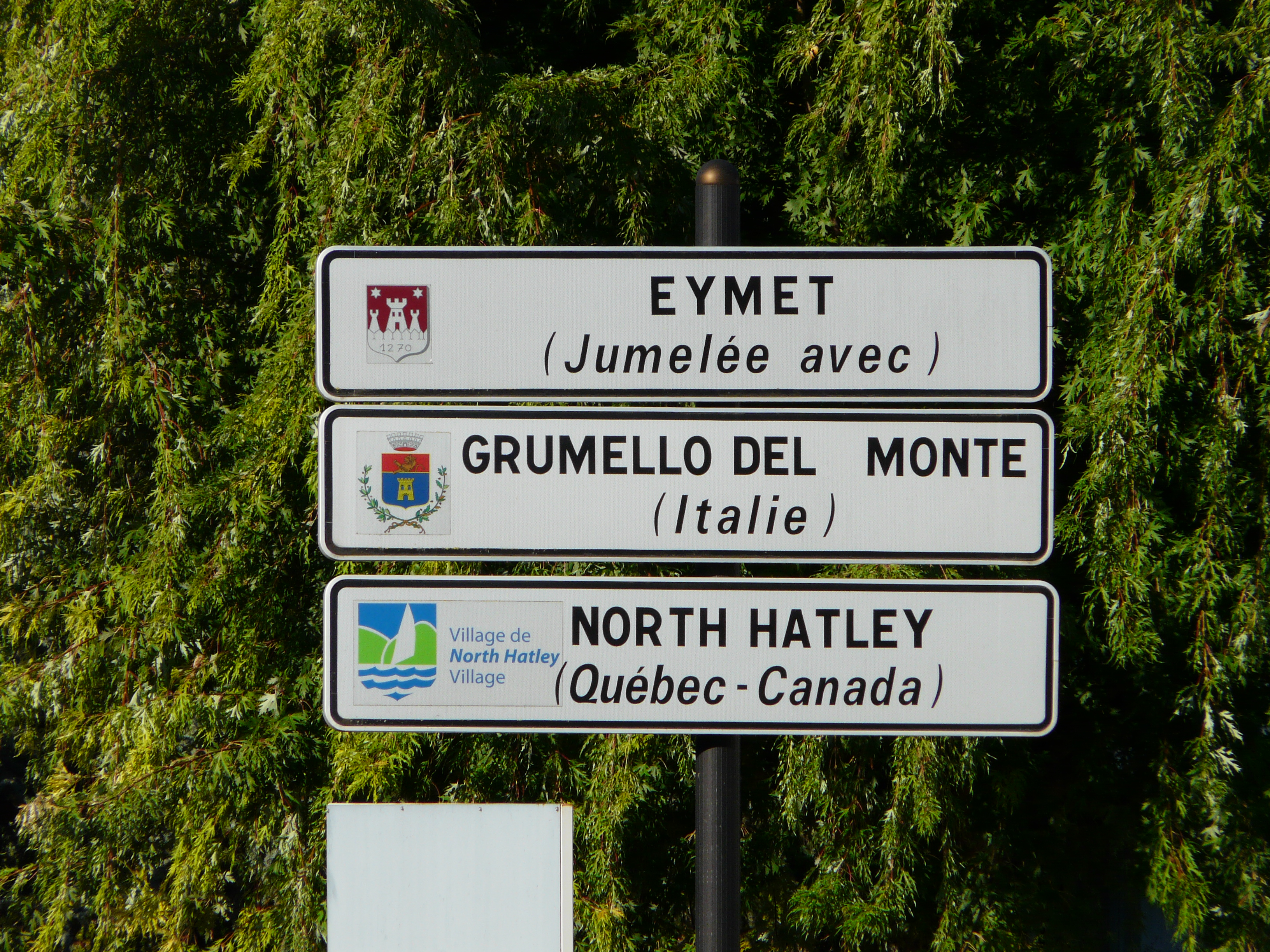
Panneaux de jumelages d'Eymet.

- Grumello del Monte (Italie) depuis 2005[63]
- North Hatley (Canada) depuis 2008

## Équipements et services publics

### Justice
Dans le domaine judiciaire, Eymet relève : 
- du tribunal judiciaire, du tribunal pour enfants, du conseil de prud'hommes et du tribunal de commerce de Bergerac ;
- du pôle Nationalité du tribunal judiciaire de Périgueux (compétent uniquement dans le domaine de la nationalité) ;
- de la cour d'appel, du tribunal administratif et de la  cour administrative d'appel de Bordeaux.

## Population et société

### Démographie
L'évolution du nombre d'habitants est connue à travers les recensements de la population effectués dans la commune depuis 1793. Pour les communes de moins de 10 000 habitants, une enquête de recensement portant sur toute la population est réalisée tous les cinq ans, les populations de référence des années intermédiaires étant quant à elles estimées par interpolation ou extrapolation. Pour la commune, le premier recensement exhaustif entrant dans le cadre du nouveau dispositif a été réalisé en 2008.

En 2022, la commune comptait 2 553 habitants, en évolution de −3,51 % par rapport à 2016 (Dordogne : +0,37 %, France hors Mayotte : +2,11 %).
| 1793  | 1800  | 1806  | 1821  | 1831  | 1836  | 1841  | 1846  | 1851  |
| ----- | ----- | ----- | ----- | ----- | ----- | ----- | ----- | ----- |
| 2 851 | 1 332 | 1 343 | 1 667 | 1 706 | 1 810 | 1 821 | 1 829 | 1 796 |

| 1856  | 1861  | 1866  | 1872  | 1876  | 1881  | 1886  | 1891  | 1896  |
| ----- | ----- | ----- | ----- | ----- | ----- | ----- | ----- | ----- |
| 1 796 | 1 770 | 1 847 | 1 800 | 1 833 | 1 707 | 1 845 | 1 546 | 1 531 |

| 1901  | 1906  | 1911  | 1921  | 1926  | 1931  | 1936  | 1946  | 1954  |
| ----- | ----- | ----- | ----- | ----- | ----- | ----- | ----- | ----- |
| 1 641 | 1 717 | 1 776 | 1 540 | 1 559 | 1 596 | 1 759 | 1 840 | 1 905 |

| 1962  | 1968  | 1975  | 1982  | 1990  | 1999  | 2006  | 2008  | 2013  |
| ----- | ----- | ----- | ----- | ----- | ----- | ----- | ----- | ----- |
| 1 894 | 2 010 | 2 927 | 2 880 | 2 769 | 2 552 | 2 541 | 2 538 | 2 639 |

| 2018  | 2022  | - | - | - | - | - | - | - |
| ----- | ----- | - | - | - | - | - | - | - |
| 2 614 | 2 553 | - | - | - | - | - | - | - |

#### Remarques
La brutale chute démographique constatée en 1800 correspond à la création de trois communes indépendantes : Cogulot, Rouquette et Saint-Sulpice-d'Eymet, qui se séparent d'Eymet.
En 1971, l'opération inverse se produit, ces trois communes fusionnent avec Eymet, entraînant une hausse soudaine du nombre d'habitants révélée lors du recensement de 1975.

### Sports
- L'Association Sportive Eymet (ASE) Rugby a été fondée en 1904[68].
- Eymet est la ville-départ de la 11e étape du Tour de France 2017.

### Manifestations culturelles et festivités
Reportée à deux reprises en 2020 et 2021 pour cause de pandémie de Covid-19, la Félibrée se tient début juillet 2022 à Eymet.

## Économie

### Emploi
L'emploi est analysé ci-dessous selon qu'il affecte les habitants d'Eymet ou qu'il est proposé sur le territoire de la commune.

#### L'emploi des habitants
En 2018, parmi la population communale comprise entre 15 et 64 ans, les actifs représentent 918 personnes, soit 35,1 % de la population municipale. Le nombre de chômeurs (135) a diminué par rapport à 2013 (147) et le taux de chômage de cette population active s'établit à 14,7 %.

#### L'emploi sur la commune
En 2018, la commune offre 1 019 emplois pour une population de 2 614 habitants. Le secteur tertiaire prédomine avec 40,1 % des emplois mais le secteur administratif est également très présent avec 36,8 %.
Répartition des emplois par domaines d'activité
|                     | Agriculture, sylviculture ou pêche | Industrie | Construction | Commerce, transports et services | Administration publique, enseignement, santé, action sociale |
| ------------------- | ---------------------------------- | --------- | ------------ | -------------------------------- | ------------------------------------------------------------ |
| Nombre d'emplois    | 61                                 | 132       | 78           | 409                              | 340                                                          |
| Pourcentage         | 6,0 %                              | 13,0 %    | 7,6 %        | 40,1 %                           | 33,4 %                                                       |
| Source des données. |                                    |           |              |                                  |                                                              |

### Établissements
Au 31 décembre 2015, la commune compte 380 établissements, dont 230 au niveau des commerces, transports ou services, cinquante relatifs au secteur administratif, à l'enseignement, à la santé ou à l'action sociale, trente-neuf dans la construction, trente-trois dans l'industrie, et vingt-huit dans l'agriculture, la sylviculture ou la pêche.

### Entreprises
Dans le secteur agroalimentaire, parmi les entreprises dont le siège social est en Dordogne, la société « Lou Gascoun » (préparation industrielle de produits à base de viande) implantée à Eymet se classe en 14e position quant au chiffre d'affaires hors taxes en 2015-2016, avec 9 160 k€.

## Culture locale et patrimoine

### Lieux et monuments

#### Patrimoine civil
- La bastide d'Eymet avec ses rues qui se croisent à angles droits, sa place centrale, ses arcades, ses nombreuses maisons à colombages représente depuis 1968 un site inscrit sur 16 hectares[75],
- Château d'Eymet ou château de la Bastide, du XIIIe siècle dont le logis a été rebâti au XIXe siècle, inscrit aux monuments historiques depuis 1994[76], aujourd'hui consacré à un musée
- Château de Pouthet, XVIIIe et XIXe siècles, inscrit aux monuments historiques depuis 2006[77], visitable en été[78],
- Dolmen d'Eylias daté du Néolithique, inscrit depuis 1981[79],
- Pont médiéval du Bretou sur le Dropt, inscrit depuis 1995[80],
- Pigeonnier de la Garenne du XVIIIe siècle, inscrit depuis 1974[81],

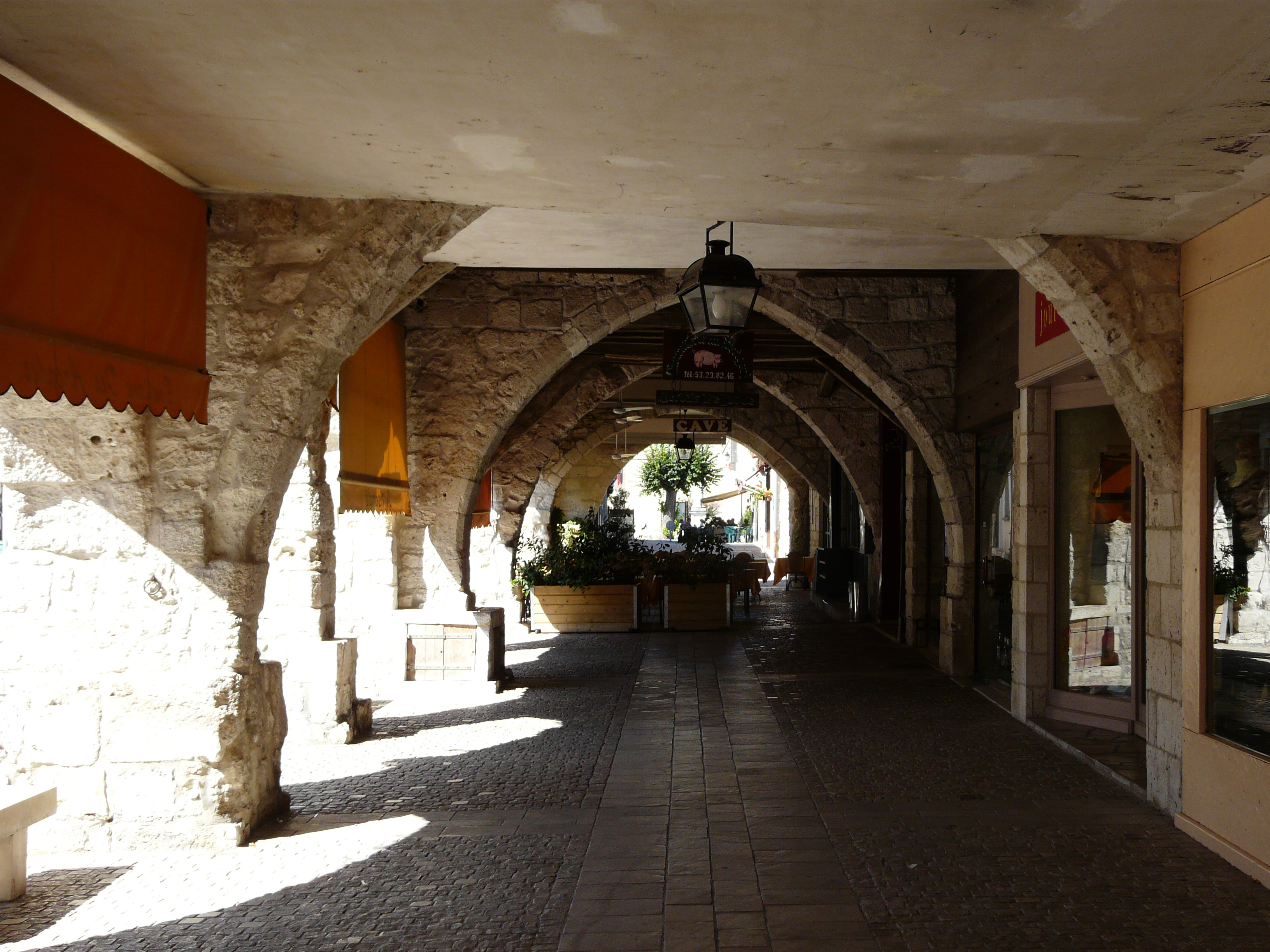
Les arcades de la place Gambetta.
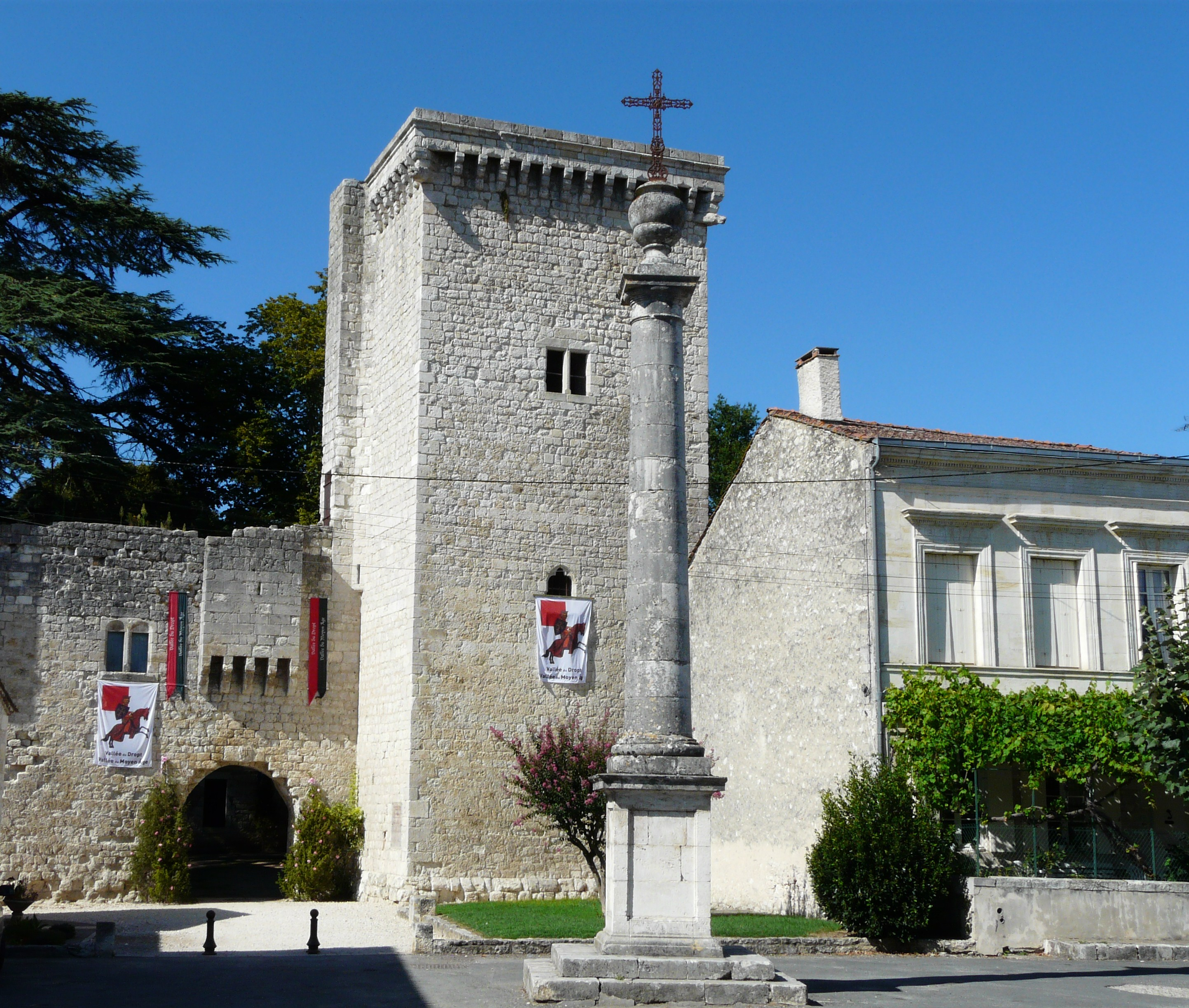
Porte sud et tour Monseigneur, château d'Eymet.
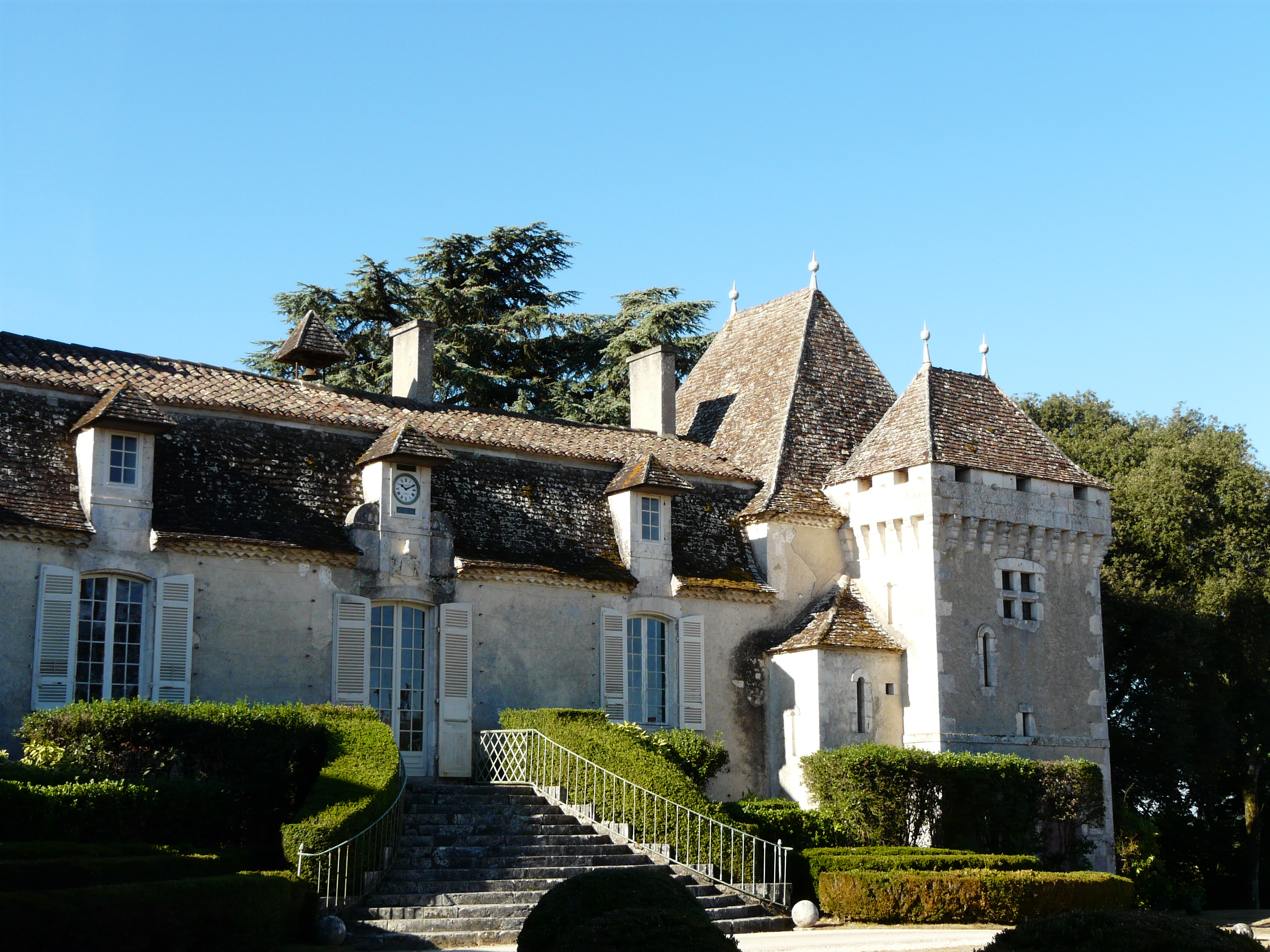
Le château de Pouthet.
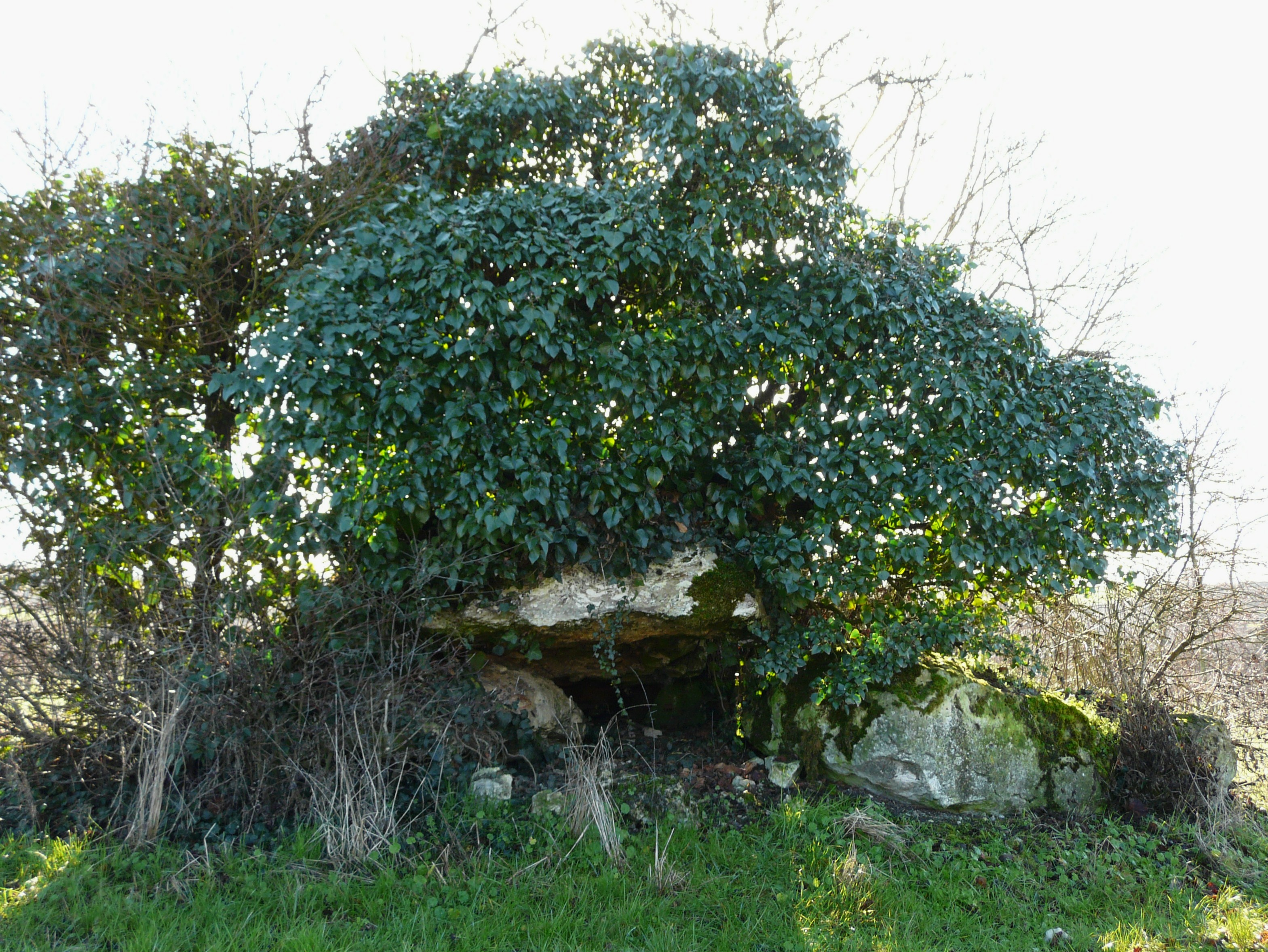
Le dolmen d'Eylias.
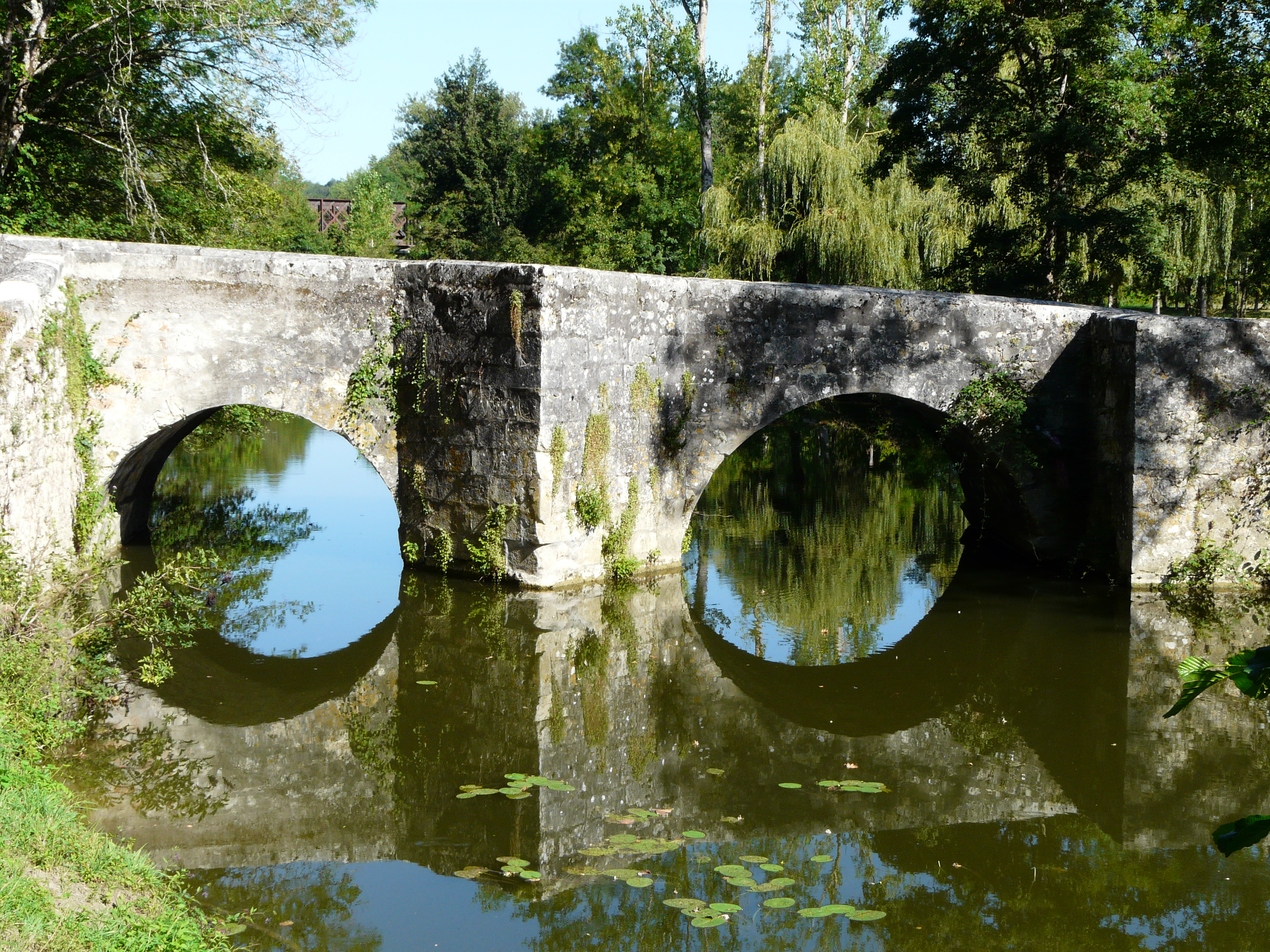
Le pont du Bretou.

#### Patrimoine religieux
- Église Notre-Dame-de-l'Assomption, XIXe siècle, de style néogothique, qui a remplacé l'ancienne église médiévale.
- Église Sainte-Madeleine de Cogulot, d'origine romane, remaniée au XIXe siècle.
- Église Saint-Martin, à Rouquette, du XIIe siècle.
- Église de Saint-Sulpice, d'origine romane.
- Temple protestant de l'Église réformée de France, reconstruit au début du XIXe siècle après la destruction du temple précédent à la fin du XVIIe siècle, à la suite de la révocation de l'Édit de Nantes[82].

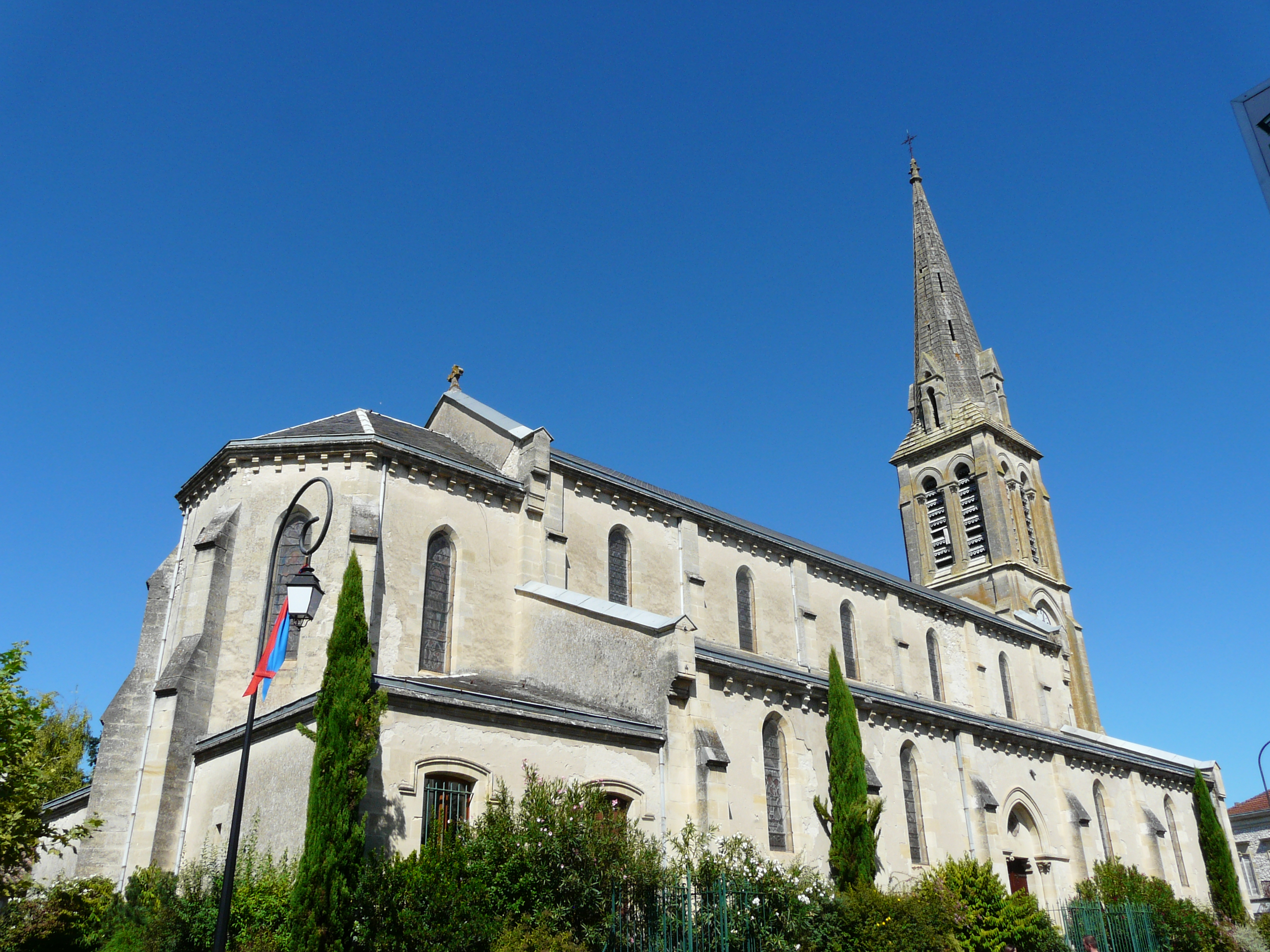
L'église Notre-Dame-de-l'Assomption.
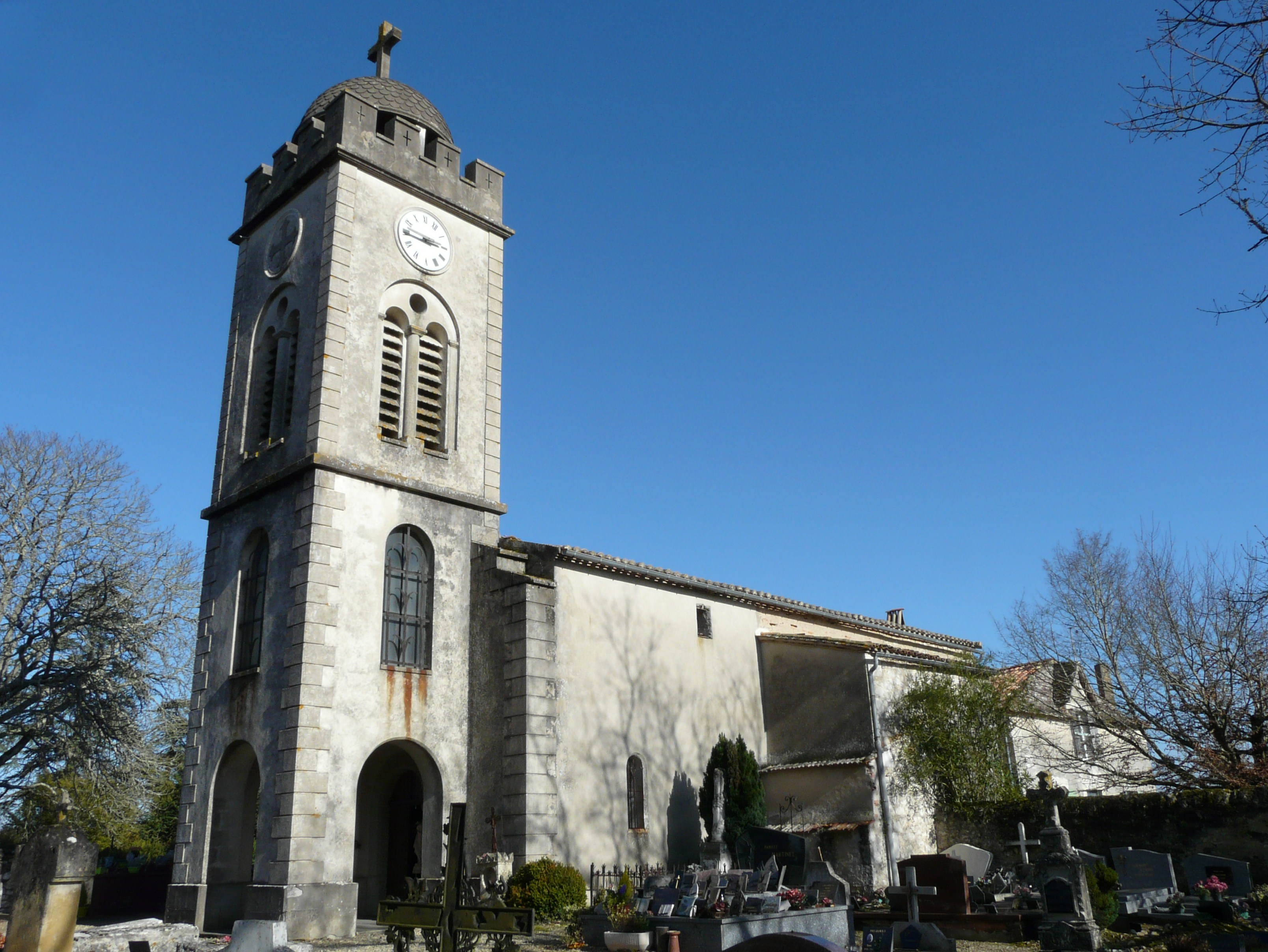
L'église de Cogulot.
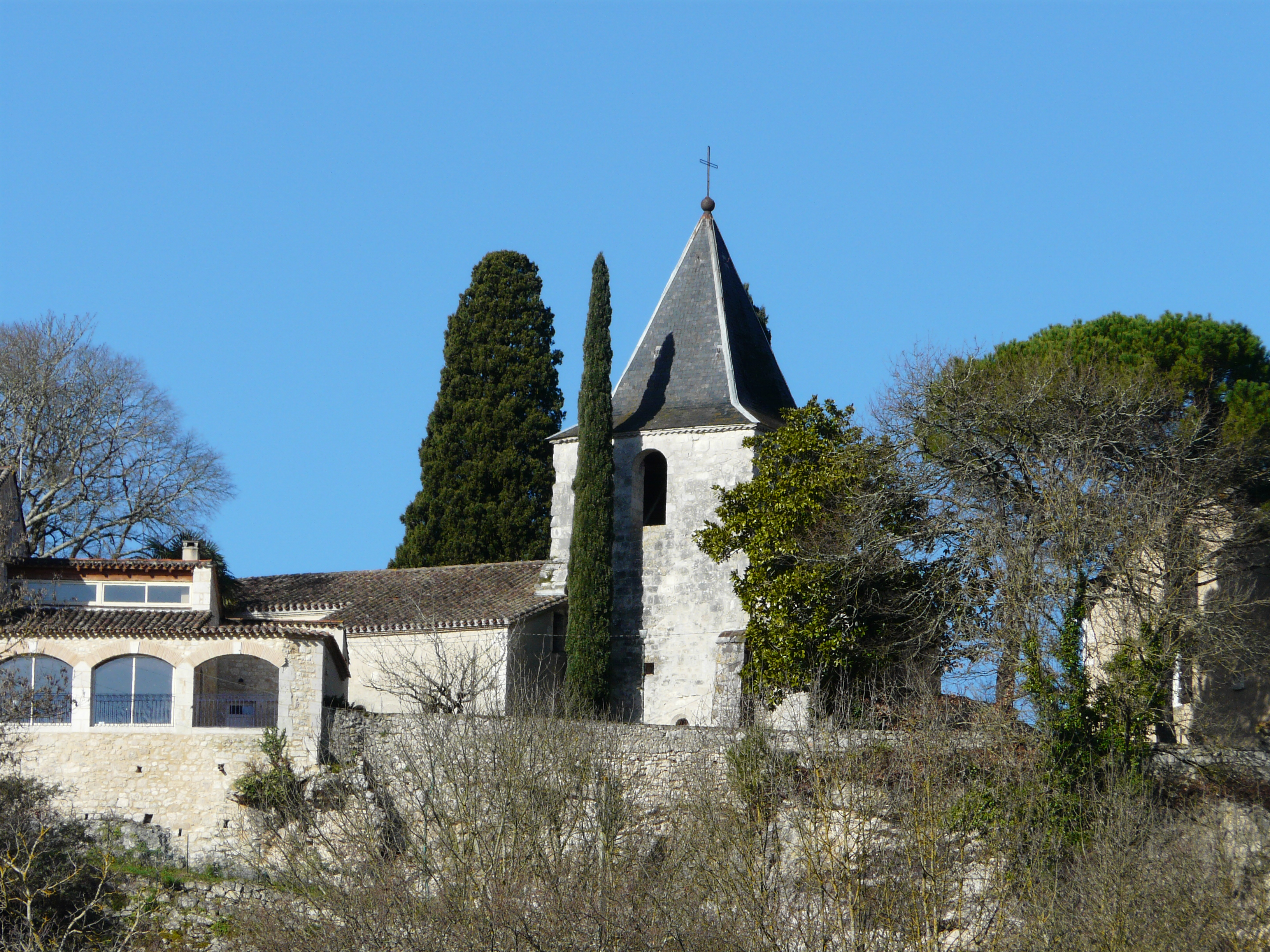
L'église de Rouquette.
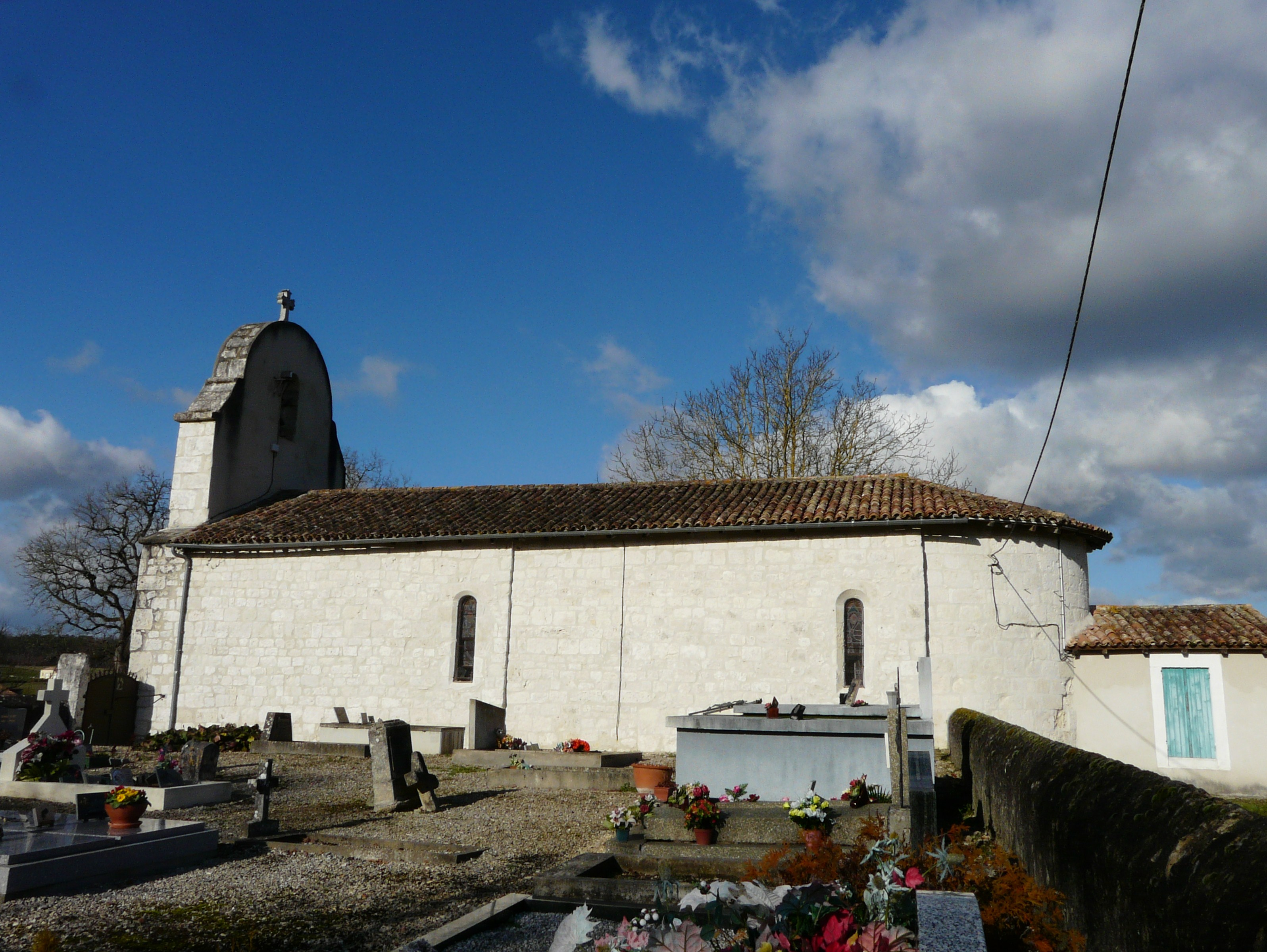
L'église de Saint-Sulpice.
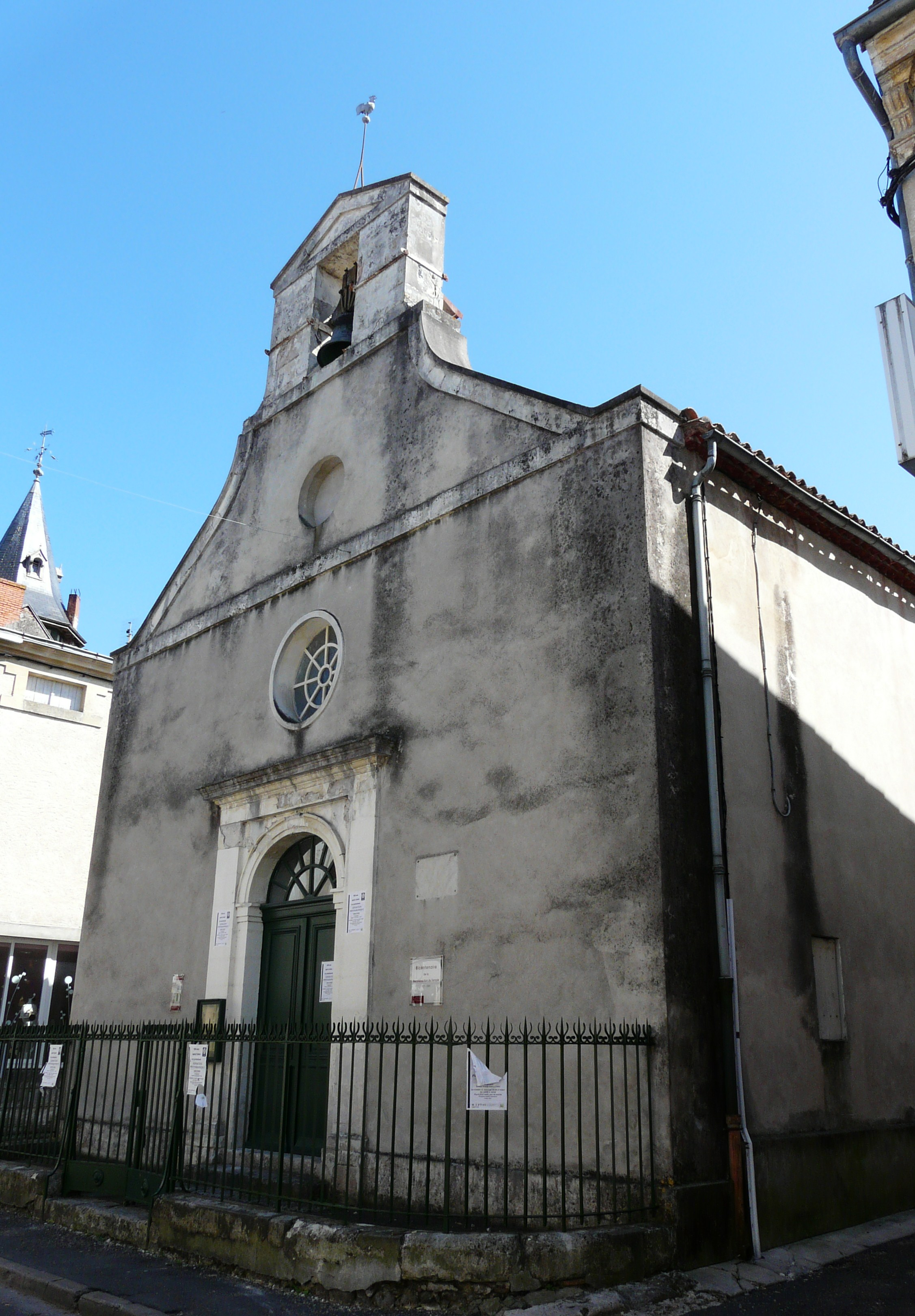
Le temple protestant.

### Patrimoine naturel
À l'ouest, le lac de l'Escourou borde le territoire communal sur environ trois kilomètres. Cette retenue et ses rives font partie d'une zone naturelle d'intérêt écologique, faunistique et floristique (ZNIEFF) de type I, devenu un lieu de passage ou d'hivernage pour de nombreuses espèces d'oiseaux,. De plus, ses rives « sont constituées […] de pelouses calcaires mésophiles et de boisements thermophiles à chêne pubescent ».
Le Touron, grotte située en bordure du bourg de Saint-Sulpice-d'Eymet, fait partie de cette même ZNIEFF, car elle sert de lieu de reproduction à deux espèces menacées de chauves-souris : le murin à oreilles échancrées (Myotis emarginatus) et le rhinolophe euryale (Rhinolophus euryale). Pour les mêmes raisons, la grotte est également protégée au titre du réseau Natura 2000.

### Personnalités liées à la commune
- Pierre Théophile Delbetz (1818-1881), homme politique, est né et mort à Eymet.
- Dominique Erbani, (1956-), joueur de rugby à XV du international français, est né à Eymet.
- Gabriel Forestier (1889-1969), est un sculpteur né à Eymet.
- Jean Goubie (1787-1860), homme politique, est né et mort à Eymet.
- Jean Milhet-Fontarabie (1828-1890), homme politique, est né à Eymet.
- Pierre Morand du Puch cadet (1742-1822), général des armées de la République, est né à Eymet.
- Jean-Baptiste Moyne, (1751-1796), compositeur d'opéras, est né à Eymet.
- Pierre Thomas (1761-1821), est né à Eymet d'une famille patricienne huguenote. Pasteur à Sainte-Foy-la-Grande, acquis aux idées nouvelles, il devient révolutionnaire. Il est nommé maire de Bordeaux du 9 juillet au 16 novembre 1794. Il est administrateur du département de la Gironde puis commissaire du Directoire, et pasteur à La Roche-Chalais et Montcaret jusqu'à sa mort en 1821.

### Héraldique
| Armes d'Eymet | Les armes d'Eymet se blasonnent ainsi : « Écartelé, au 1 et 4, d'or à trois pals de gueules, au 2 et 3 d'or à deux vaches de gueules passant l'une sur l'autre. » |

## Pour approfondir